# وابیکاسرین
وابیکاسرین (انگلیسی: Vabicaserin) یک داروی ضد روان پریشی و ضد اشتها است از سال ۲۰۱۰ دیگر در کارآزمایی بالینی برای درمان روان پریشی قرار ندارد همچنین به عنوان یک داروی ضد افسردگی تحت بررسی بود، اما به نظر می رسد که این نشانه نیز حذف شده است.
وابیکارین به عنوان یک آگونیست کامل گیرنده 5-HT2C و آنتاگونیست گیرنده 5-HT2B  همچنین یک آنتاگونیست بسیار ضعیف در گیرنده 5-HT2A است، اگرچه این عمل از نظر بالینی قابل توجه نیست. با فعال کردن گیرنده‌های 5-HT2C، وابیکاسرین آزادسازی دوپامین را در مسیر مزولیمبیک مهار می‌کند، که احتمالاً زمینه‌ساز اثربخشی آن در کاهش علائم مثبت اسکیزوفرنی است، و سطوح استیل کولین و گلوتامات را در قشر جلوی مغز افزایش می‌دهد، که نشان‌دهنده مزایایی در برابر علائم شناختی نیز می‌باشد.